# Décès en octobre 1931
Décès
- 1927
- 1928
- 1929
- 1930
- 1931
- 1932
- 1933
- 1934
- 1935

Pour une information complémentaire, voir la page d'aide.

| Date       | Nom             | Pays                 | Activités                  | Âge | Source |
| ---------- | --------------- | -------------------- | -------------------------- | --- | ------ |
| 28 octobre | John Mary Abbey | Drapeau de la France | Facteur d'orgues français. | 45  |        |